# Nashua (Nou Hampshire)
Nashua és una població dels Estats Units d'Amèrica i una de les dues seus del comtat de Hillsborough a l'estat de Nou Hampshire, de 86.494 habitants i amb una densitat de poc més de 1.000 per km². Actualment, l'alcalde de Nashua és el senyor Donnalee Lozeau.

## Residents notables
- Paul Michael Levesque (Triple H) lluitador professional de lluita lliure de la WWE.